# Оряхово (село)
Оря́хово (болг. Оряхово) — село в Болгарии. Находится в Хасковской области, входит в общину Любимец. Население составляет 289 человек.

## Политическая ситуация
В местном кметстве Оряхово, в состав которого входит Оряхово, должность кмета (старосты) исполняет Георги Желев Михайлов (коалиция партий: Политическое движение социал-демократов (ПДСД), Болгарская социалистическая партия (БСП), политический клуб «Фракия») по результатам выборов правления кметства.
Кмет (мэр) общины Любимец — Янко Борисов Кючуков (коалиция трёх партий: Болгарская социалистическая партия (БСП), Политическое движение социал-демократов, политический клуб «Фракия») по результатам выборов в правление общины.